# Cheirostylis
Cheirostylis là một chi thực vật có hoa trong họ, Orchidaceae. Chi này phân bố trong khu vực nhiệt đới châu Phi và Madagascar cũng như trong khu vực từ Ấn Độ về phía đông tới Nhật Bản và miền tây Thái Bình Dương, về phía nam tới Australia.

## Các loài
Cheirostylis là một chi rất khác biệt, với đặc trưng là các lá đài hợp sinh để tạo thành một ống lá đài, môi với một đế hình túi chứa một vài nhũ (papilla), vuốt nguyên trên cả hai bên, trụ nhụy ngắn với 2 vòi nhụy và 2 thùy vòi nhụy vô sinh (stylidia). Cheirostylis thông thường được nhân giống bằng hạt, tuy nhiên tần suất nảy mầm là rất thấp.
- Cheirostylis bidentata J.J.Sm., 1928: Thủ thư hai chấm
- Cheirostylis bipunctata Aver., 1996
- Cheirostylis calcarata X.H.Jin & S.C.Chen, 2007
- Cheirostylis celebensis P.O'Byrne & J.J.Verm., 2006
- Cheirostylis chinensis Rolfe, 1895: Thủ thư Trung Quốc
- Cheirostylis clibborndyeri S.Y.Hu & Baretto, 1976
- Cheirostylis cochinchinensis Blume, 1859: Thủ thư Nam Bộ, lan trụ xẻ hình quạt
- Cheirostylis dendrophila Schltr., 1911
- Cheirostylis didymacantha Seidenf., 1978
- Cheirostylis divina (Guinea) Summerh., 1953
- Cheirostylis filipetala Aver., 2003: Thủ thư cánh hoa nhỏ
- Cheirostylis flabellata (A.Rich.) Wight, 1851
- Cheirostylis foliosa Aver., 2007
- Cheirostylis goldschmidtiana Schltr., 1915
- Cheirostylis grandiflora Blume, 1859
- Cheirostylis gunnarii A.N.Rao, 1998
- Cheirostylis inabai Hayata, 2004
- Cheirostylis jamesleungii S.Y.Hu & Barretto, 1976
- Cheirostylis javanica J.J.Sm., 1913
- Cheirostylis kabaenae Ormerod, 2008
- Cheirostylis latipetala Aver. & Averyanova, 2006
- Cheirostylis lepida (Rchb.f.) Rolfe, 1897
- Cheirostylis liukiuensis Masam., 1930
- Cheirostylis malipoensis X.H.Jin & S.C.Chen, 2007
- Cheirostylis malleifera E.C.Parish & Rchb.f., 1874
- Cheirostylis marmorifolia Aver., 2000
- Cheirostylis merrillii (Ames & Quisumb.) Ormerod, 1998
- Cheirostylis moniliformis (Griff.) Seidenf., 1978
- Cheirostylis montana Blume, 1825
- Cheirostylis monteiroi S.Y.Hu & Barretto, 1976
- Cheirostylis notialis D.L.Jones, 1997
- Cheirostylis nuda (Thouars) Ormerod, 2002
- Cheirostylis octodactyla Ames, 1907
- Cheirostylis okabeana Tuyama, 1951
- Cheirostylis orobanchoides (F.Muell.) D.L.Jones & M.A.Clem., 1998
- Cheirostylis ovata (F.M.Bailey) Schltr., 1911
- Cheirostylis parvifolia Lindl., 1839
- Cheirostylis pingbianensis K.Y.Lang, 1996
- Cheirostylis pubescens E.C.Parish & Rchb.f., 1874
- Cheirostylis pusilla Lindl., 1840
- Cheirostylis raymundii Schltr., 1915
- Cheirostylis seidenfadeniana Sath.Kumar & F.N.Rasm., 1987
- Cheirostylis serpens Aver., 2005
- Cheirostylis sessanica A.N.Rao, 1988
- Cheirostylis sherriffii N.Pearce & P.J.Cribb, 1999
- Cheirostylis spathulata J.J.Sm., 1927: Thủ thư hình muỗng
- Cheirostylis tabiyahanensis (Hayata) N.Pearce & P.J.Cribb, 1999
- Cheirostylis takeoi (Hayata) Schltr., 1919: Thủ thư takeo, thủ thư không tuyến
- Cheirostylis thailandica Seidenf., 1978
- Cheirostylis thanmoiensis (Gagnep.) Ormerod, 2002, đồng nghĩa: Zeuxine thanmoiensis: Thơ sinh thanh muội, thơ duyên
- Cheirostylis tippica A.N.Rao, 1991
- Cheirostylis tortilacinia C.S.Leou, 1990
- Cheirostylis yunnanensis Rolfe, 1896: Thủ thư Vân Nam, lan trụ xẻ Vân Nam, xoa trụ lan Vân Nam